# Veselići
 Veselići  falu Horvátországban Károlyváros megyében. Közigazgatásilag Ribnikhez tartozik.

## Fekvése
Károlyvárostól 15 km-re északnyugatra, községközpontjától 5 km-re délkeletre fekszik.

## Története
1857-ben 93, 1910-ben 94 lakosa volt. A település trianoni békeszerződésig Zágráb vármegye Károlyvárosi járásához tartozott. 2011-ben 48 lakosa volt.

## Lakosság
| Lakosság változása | Lakosság változása | Lakosság változása | Lakosság változása | Lakosság változása | Lakosság változása | Lakosság változása | Lakosság változása | Lakosság változása | Lakosság változása | Lakosság változása | Lakosság változása | Lakosság változása | Lakosság változása | Lakosság változása | Lakosság változása |
| ------------------ | ------------------ | ------------------ | ------------------ | ------------------ | ------------------ | ------------------ | ------------------ | ------------------ | ------------------ | ------------------ | ------------------ | ------------------ | ------------------ | ------------------ | ------------------ |
| 1857               | 1869               | 1880               | 1890               | 1900               | 1910               | 1921               | 1931               | 1948               | 1953               | 1961               | 1971               | 1981               | 1991               | 2001               | 2011               |
| 93                 | 83                 | 97                 | 108                | 95                 | 94                 | 129                | 130                | 137                | 133                | 120                | 116                | 73                 | 81                 | 62                 | 48                 |